# Katarína Poláková
Katarína Poláková (Handlová, 30 dicembre 1979) è un'ex cestista slovacca.

## Carriera
Con la Slovacchia ha disputato i Giochi olimpici di Sydney 2000.